# 트로페 쇼파르
트로페 쇼파르(프랑스어: Trophée Chopard)는 매년 장래가 촉망되는 남녀 신인 배우에게 주는 상이다. 2001년부터 시상했으며 주관은 시계 기업 쇼파르에서 맡고 있다. 매년 칸 영화제에서 진행된다.

## 수상자
| 연도 | 남자 수상자          | 여자 수상자               |
| ---- | -------------------- | ------------------------- |
| 2001 | 에두아르도 노리에가  | 오드리 토투               |
| 2002 | 헤이든 크리스텐슨    | 뤼디빈 사니에 파스 베가   |
| 2003 | 가엘 가르시아 베르날 | 다이앤 크루거             |
| 2004 | 호드리구 산토루      | 마리옹 꼬띠아르           |
| 2005 | 조너선 리스 마이어스 | 켈리 라일리               |
| 2006 | 케빈 지거스          | 재스민 트린카             |
| 2007 | 닉 캐넌              | 아치 판자비               |
| 2008 | 오마 멧월리          | 탕웨이                    |
| 2009 | 다비트 크로스        | 레아 세이두               |
| 2010 | 에드워드 호그        | 리야 케베데               |
| 2011 | 닐 슈나이더          | 아스트리드 베르제프리스베 |
| 2012 | 에즈라 밀러          | 셰일린 우들리             |
| 2013 | 제러미 어바인        | 블랑카 수아레스           |
| 2014 | 로건 러먼            | 아델 에그자르코풀로스     |
| 2015 | 잭 오코널            | 롤라 커크                 |
| 2016 | 존 보예가            | 벨 파울리                 |
| 2017 | 조지 매케이          | 아니아 테일러조이         |
| 2018 | 조 앨윈              | 엘리자베스 데비키         |
| 2019 | 프랑수아 시빌        | 플로렌스 퓨               |
| 2021 | 킹즐리 벤아디르      | 제시 버클리               |
| 2022 | 잭 로던              | 실라 아팀                 |
| 2023 | 대릴 매코맥          | 나오미 애키               |
| 2024 | 마이크 파이스트      | 소피 와일드               |
| 2025 | 핀 베넷              | 마리 콜롬                 |